# Capela de São Pedro de Alegrete
A Capela de São Pedro de Alegrete, ou Ruínas da Capela de São Pedro, localiza-se na freguesia de Alegrete, no Município de Portalegre, no Distrito de Portalegre, em Portugal.

## História
É dos cinco edifícios religiosos da povoação, dentre todos o mais antigo, remontando ao século XV.

## Características
No seu exterior encontra-se um conjunto de três arcos, sendo o central o responsável pela ligação do interior da capela com o pátio que a antecede.
O interior da capela é composto por uma só nave, a qual inclui uma capela-mor e dois altares de alvenaria do século XVIII.
É de notar toda uma semelhança arquitectónica entre a Capela de São Pedro e a Igreja da Misericórdia de Alegrete.